# Caminito del Rey

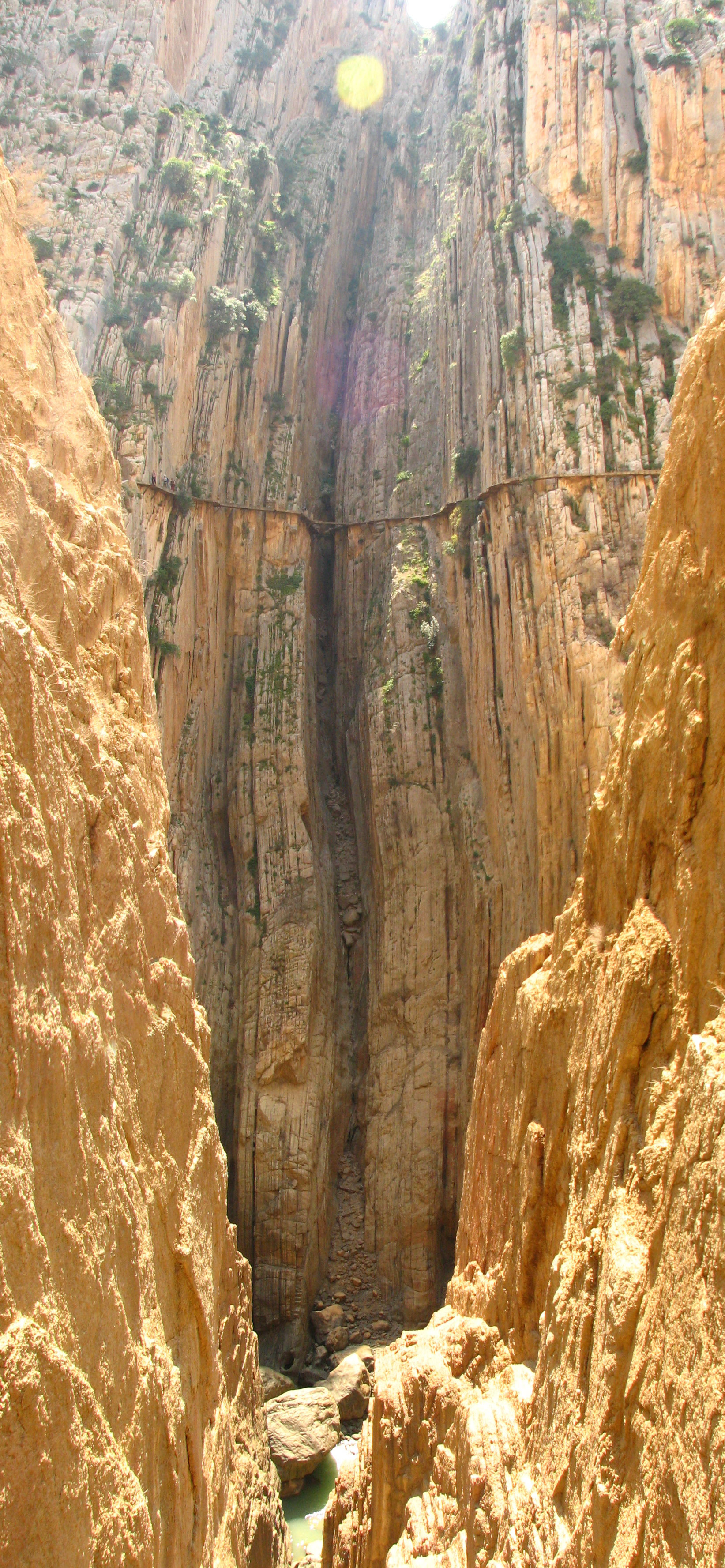
Het pad vanuit de kloof.

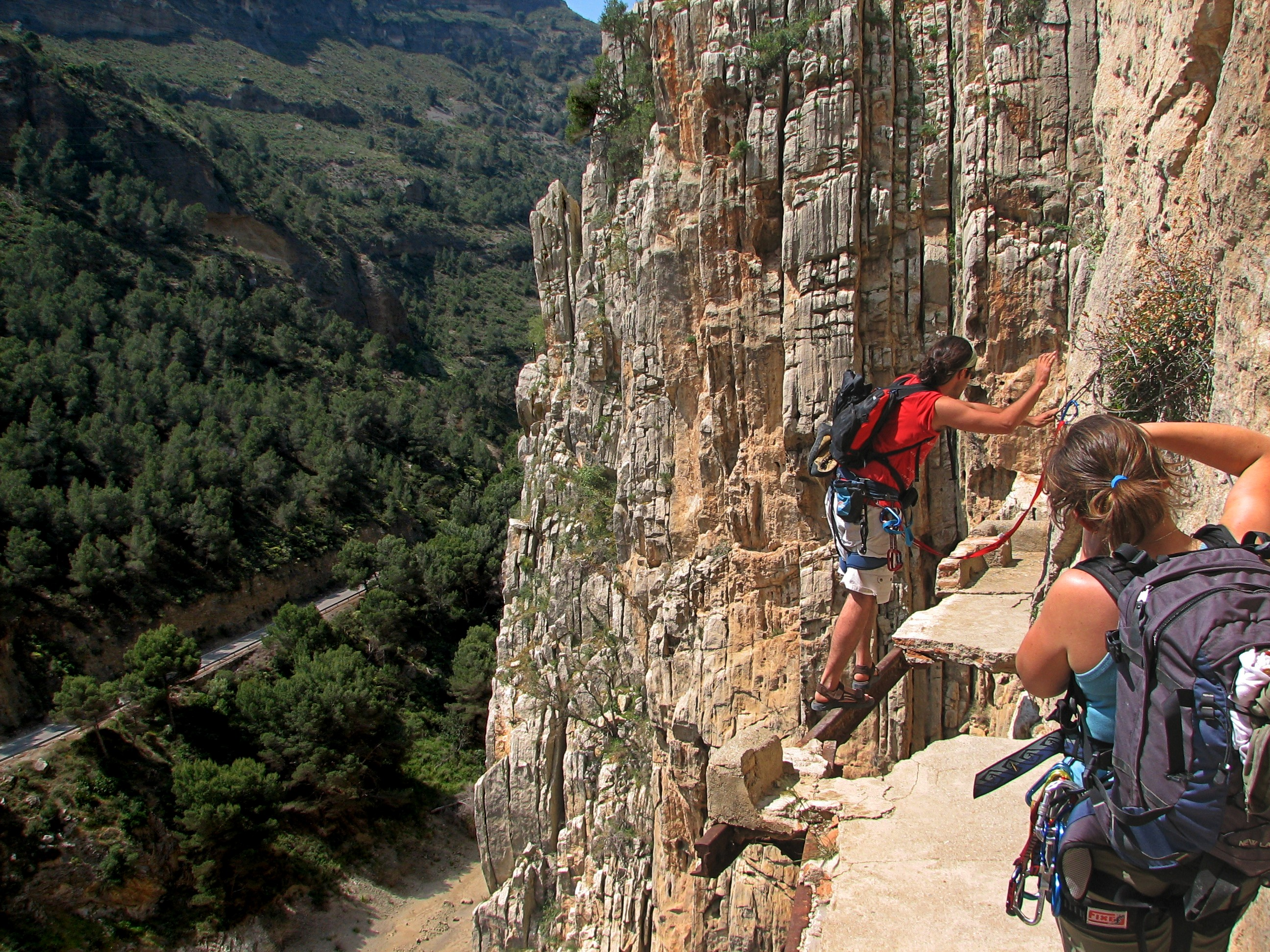
Delen van het pad waren in zeer slechte staat.

El Caminito del Rey ("Het Koningspaadje") is een wandelpad dat loopt van Álora in Málaga (Spanje) naar Campillos door de El Chorro-kloof. Het pad is drie kilometer lang, maximaal een meter breed en bevindt zich 100 meter boven de rivier 'El Chorro' tegen de rotswanden. Het kan en mag alleen vanaf de noordelijke kant (de ingang) naar de zuidelijke kant (de uitgang) worden afgelegd. Zowel aan de noordelijke kant als aan de zuidelijke kant is de dichtstbijzijnde parkeerplaats voor auto's en bussen een kilometer verwijderd, waardoor de totale wandeling over dit pad minimaal vijf kilometer wordt.

## Geschiedenis
In 1901 ontstond de behoefte aan een pad om spullen tussen de Chorowatervallen 
en de Gaitanejowatervallen te transporteren voor de bouw en het onderhoud van de hydraulische centrales aan beide kanten van de watervallen. Na vier jaar werken werd in 1905 het pad geopend. In 1921 gebruikte Alfons XIII van Spanje het pad om de dam Conde del Guadalhorce te openen, waarna het pad bekend werd onder zijn huidige naam el Caminito del Rey: het Koningspad.
In de 20e eeuw raakte het pad in verval, waardoor veel delen in gevaarlijke staat kwamen te verkeren. Op vrijwel geen enkele plaats bevonden zich leuningen en op sommige plaatsen bestond het pad slechts uit een smalle metalen balk. In 1992 werd het pad officieel gesloten. Om te voorkomen dat mensen het pad nog steeds zouden betreden werd het eerste stuk van het pad gesloopt. Desondanks wisten avonturiers de weg naar het pad nog steeds te vinden. In totaal vier mensen overleden bij twee ongelukken in 1999 en 2000, en in februari 2010 is er een 24-jarige Zwitserse bergbeklimmer overleden na een val.
In 2006 sprak de regionale overheid van Andalusië over een restauratieplan. De kosten werden toen geraamd op 7 miljoen euro.

## Het pad in de 21ste eeuw
In 2014 zijn de restauratiewerken gestart. In maart 2015 werd het pad heropend. De autonome overheid van Andalusië en de stad Málaga deelden de 5,5 miljoen euro renovatiekosten. Daarvan werden 2,7 miljoen euro geïnvesteerd in de restauratie van het nieuwe wandelpad; de rest kreeg als bestemming aanvullende diensten in het gebied zoals wegen, parkeerplaatsen en busverbindingen.
De renovatiewerken bestonden voornamelijk uit het vernieuwen van het wandelpad met leuningen, het repareren van de brug en het diep verankeren van stalen bouten in de rotsen voor de veiligheidslijnen. Helikopters en alpinisten werden ingezet voor de herstelwerkzaamheden aan el Caminito del Rey. Voor het transporteren van materiaal werden helikopters ingezet en op de gevaarlijkste delen van het pad alpinisten. Het ontwerp van het pad is van architect Luis Machuca.